# ГЕС Нам-На 3
ГЕС Нам-На 3 — гідроелектростанція у північній частині В'єтнаму. Знаходячись після ГЕС Нам-На 2, становить нижній ступінь каскаду на річці Нам-На, лівій притоці Да, яка, своєю чергою, є правою притокою Хонгхи (біля Хайфона впадає у Тонкінську затоку Південнокитайського моря).
У межах проєкту річку перекрили бетонною гравітаційною греблею висотою 40 метрів. Інтегрований у праву частину споруди машинний зал обладнали трьома турбінами типу Каплан загальною потужністю 84 МВт, які при напорі у 20 метрів повинні забезпечувати виробництво 361 млн кВт·год електроенергії на рік.